# PSY (양돈)
PSY는 축산업 용어로, Pig(=piglet) per Sow per Year의 줄임말이다. 어미돼지 한마리가 1년에 낳는 새끼돼지의 마리수를 말하며, 돼지를 생산하는 농장의 생산효율 지표로서 널리 사용된다.
PSY는 출산시점을 기준하므로 어미돼지의 생물학적 생산능력을 비교적 정확히 표현해주지만, 생산된 새끼돼지의 그 이후 판매 시점까지의 생존률을 알려주지 못하므로 경제적 실질효율성을 알려주지 못하는 단점이 있다. 이에 외국에서는 어미 한 마리당 살아서 태어난 새끼돼지의 수(Piglets born alive per sow per year)와 어미 한 마리당 젖을 뗀 새끼돼지 수(Piglets weaned per sow per year)를 구분하여 사용하기도 한다.
특정 어미돼지에 대한 수치로도 사용가능하며, 양돈장 전체 평균수치의 의미로도 사용된다.
PSY의 단점을 보완할 수 있는 다른 생산효율 지표 수치로는 MSY와 LSY 등이 있다.